# Europace Marktplatz
Europace ist ein in Deutschland etablierter elektronischer Marktplatz zur Abwicklung des Abschlusses von Finanzdienstleistungsprodukten zwischen Finanzvertrieben auf der einen Seite und Kreditinstituten sowie Versicherungsgesellschaften auf der anderen Seite. Die wichtigste Produktkategorie auf dem Marktplatz ist die private Immobilienfinanzierung. Darüber hinaus werden Ratenkredite, Bausparverträge, Girokonten und finanzierungsnahe Versicherungen über den Marktplatz gehandelt. Die reine Marktplatzfunktion von Europace wird ergänzt um eine als Application Service Providing angebotene Softwarelösung für die Finanzberatung von Kunden und die Bearbeitung von Kreditgeschäften.

## Geschichte
Die technische Entwicklung des Europace Marktplatzes im Bereich private Immobilienfinanzierung begann im Jahr 1999. Der Marktplatz wuchs durch die von einer Fusion mit der Hypoport AG begleiteten Entscheidung der Dr. Klein & Co. AG zur Nutzung des Marktplatzes Ende 2002. So stieg das Transaktionsvolumen auf dem Marktplatz von ca. 100 Mio. Euro pro Monat im Jahr 2003 auf 1 Mrd. Euro Ende 2005.
Ende 2006 schließen die Hypoport AG und der größte niederländische Hypothekenservicer Stater ein Joint Venture zur Etablierung des Europace-Marktplatzes in den Niederlanden. Für die technische Realisierung der Marktplatz-Plattform erhielt Hypoport 2008 den Innovation Award vom Banking Review in Holland. Aufgrund der starken Auswirkungen der Finanz-, Wirtschafts- und Eurokrise auf die Niederlande war das Erreichen einer kritischen Masse an Plattformpartnern zur Ankurbelung des Marktplatzeffektes nicht möglich. Hypoport entschloss sich deshalb in 2012, das Joint Venture aufzulösen.
Ebenfalls aufgrund der negativen Auswirkungen durch die Finanzkrise kündigte die Hypoport AG am 9. Oktober 2008 die Schließung des defizitären Geschäftsfeldes „Europace für ABS-Investoren“ an.
Bis Ende 2010 wurden Finanzdienstleistungen über 75 Mrd. Euro über Europace abgewickelt. In den Folgejahren wurde das über Europace abgewickelte Transaktionsvolumen weiter erhöht. 2014 verzeichnete die Europace AG das bis dato beste Geschäftsjahr und realisierte ein Transaktionsvolumen von 36,2 Mrd. Euro. Der Produktbereich Immobilienfinanzierung trug mit einem Anteil von 27,8 Mrd. Euro am deutlichsten dazu bei. Darüber hinaus erhielt Europace 2014 im Rahmen der FMH-Awards-Verleihung den Sonderpreis „Bewegung im Markt“.

## Nachweise
1. ↑  European mortgage distribution (Memento vom 16. August 2010 im Internet Archive) (PDF; 2,1 MB) Seite 22
2. ↑  Banking Review Innovation Award 2008
3. ↑  Pressemitteilung Hypoport AG 18. Februar 2009 (PDF; 64 kB)
4. ↑  Pressemitteilung Hypoport AG vom 12. Februar 2012 (PDF; 57 kB)
5. ↑  Pressemitteilung Hypoport AG 9. Oktober 2008
6. ↑  Präsentation zu den Geschäftszahlen 2014 der Hypoport AG, ab S. 11
7. ↑  Die Preisträger des FMH-Award 2014